# Darlaston
Darlaston är en ort i unparished area Walsall, i distriktet Walsall, i Storbritannien. Den ligger i grevskapet West Midlands och riksdelen England, i den södra delen av landet, 170 km nordväst om huvudstaden London. Darlaston ligger 141 meter över havet och antalet invånare är 1 001. Darlaston var en civil parish fram till 1961 när blev den en del av Walsall och Wolverhampton. Civil parish hade 21 839 invånare år 1961. Staden nämndes i Domedagsboken (Domesday Book) år 1086, och kallades då Derlavestone.
Terrängen runt Darlaston är platt. Runt Darlaston är det mycket tätbefolkat, med 2 711 invånare per kvadratkilometer. Närmaste större samhälle är Birmingham, 13,1 km sydost om Darlaston. Runt Darlaston är det i huvudsak tätbebyggt.